# Tynecastle Park
Il Tynecastle Park è uno stadio situato nella zona di Gorgie Road a Edimburgo (Scozia), ospita le gare casalinghe dell'Heart of Midlothian Football Club. Lo stadio ha ospitato per 9 volte incontri internazionali della nazionale di calcio scozzese e spesso è stato utilizzato come campo neutro per disputare partite della Coppa di Scozia. In seguito alla ristrutturazione terminata nel 1997 lo stadio assunse la denominazione di Tynecastle Stadium. Nel 2017 viene ufficialmente rinominato Tynecastle Park. Nel 2022 diventa il quarto stadio scozzese, e il primo al di fuori di Glasgow, a ottenere la classificazione quattro stelle dalla UEFA.

## Partite internazionali

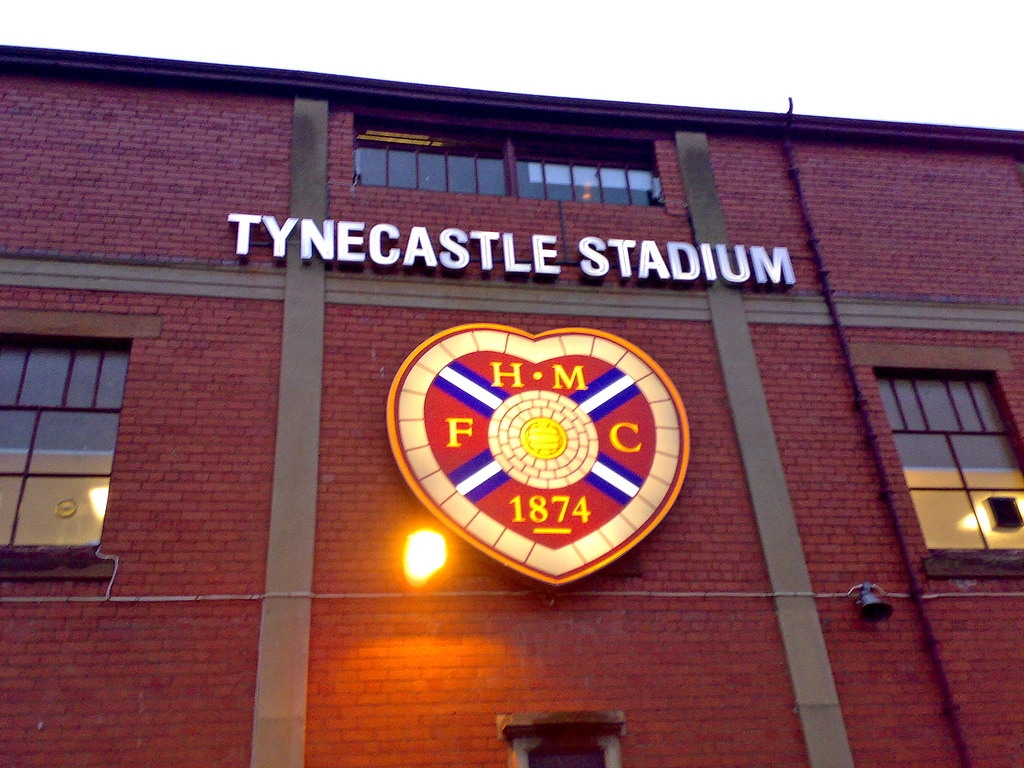
Vista esterna dello stadio con la vecchia denominazione

| Data       | Squadra di Casa | Risultato | Squadra Ospite |
| ---------- | --------------- | --------- | -------------- |
| 26/03/1892 | Scozia          | 6 - 1     | Galles         |
| 03/03/1906 | Scozia          | 0 - 2     | Galles         |
| 02/03/1912 | Scozia          | 1 - 0     | Galles         |
| 14/02/1925 | Scozia          | 3 - 1     | Galles         |
| 26/10/1932 | Scozia          | 2 - 5     | Galles         |
| 13/11/1935 | Scozia          | 2 - 1     | Irlanda        |
| 09/11/1938 | Scozia          | 3 - 2     | Galles         |
| 10/10/1998 | Scozia          | 3 - 2     | Estonia        |
| 27/05/2003 | Scozia          | 1 - 1     | Nuova Zelanda  |